# العلاقات الألمانية الفنزويلية
العلاقات الألمانية الفنزويلية هي العلاقات الثنائية التي تجمع بين ألمانيا وفنزويلا.

## مقارنة بين البلدين
هذه مقارنة عامة ومرجعية للدولتين:
| وجه المقارنة                                              | ألمانيا                                                                              | فنزويلا                                  |
| --------------------------------------------------------- | ------------------------------------------------------------------------------------ | ---------------------------------------- |
| المساحة (كم2)                                             | 357.41 ألف                                                                           | 916.45 ألف                               |
| عدد السكان (نسمة)                                         | 81.29 مليون                                                                          | 28.87 مليون                              |
| الكثافة السكانية (ن./كم²)                                 | 227.44                                                                               | 31.5                                     |
| العاصمة                                                   | بون، برلين                                                                           | كاراكاس                                  |
| اللغة الرسمية                                             | اللغة الألمانية                                                                      | اللغة الإسبانية، لغة الإشارة الفنزويلية ‏ |
| العملة                                                    | يورو، مارك ألماني                                                                    | بوليفار فنزويلي                          |
| الناتج المحلي الإجمالي (بليون دولار)                      | 3.68 تريليون                                                                         | 482.36 مليار                             |
| الناتج المحلي الإجمالي (تعادل القوة الشرائية) بليون دولار | 3.92 تريليون                                                                         |                                          |
| الناتج المحلي الإجمالي الاسمي للفرد دولار أمريكي          | 41.31 ألف                                                                            |                                          |
| الناتج المحلي الإجمالي للفرد دولار أمريكي                 | 46.40 ألف                                                                            |                                          |
| مؤشر التنمية البشرية                                      | 0.926                                                                                | 0.762                                    |
| رمز المكالمات الدولي                                      | +49                                                                                  | +58                                      |
| رمز الإنترنت                                              | .de                                                                                  | .ve                                      |
| المنطقة الزمنية                                           | توقيت وسط أوروبا، ت ع م+01:00، ت ع م+02:00، توقيت أوروبا الوسطى المعياري (ت غ م +1) ‏ | 00                                       |

## مدن متوأمة
في ما يلي قائمة باتفاقيات التوأمة بين مدن ألمانية وفنزويلية:
- ترتبط بريمن مع ماراكايبو باتفاقية توأمة منذ 1987.[17][17][17]
- ترتبط باساو مع Colonia Tovar [الإنجليزية]‏ باتفاقية توأمة منذ 8 أبريل 1984.
- ترتبط Endingen am Kaiserstuhl [الإنجليزية]‏ مع Colonia Tovar [الإنجليزية]‏ باتفاقية توأمة.

## منظمات دولية مشتركة
يشترك البلدان في عضوية مجموعة من المنظمات الدولية، منها:
| علم المنظمة | اسم المنظمة                        | تاريخ انضمام ألمانيا | تاريخ انضمام فنزويلا |
| ----------- | ---------------------------------- | -------------------- | -------------------- |
|             | مؤسسة التمويل الدولية              | 20 يوليو 1956        | 28 ديسمبر 1956       |
|             | بنك التنمية الكاريبي ‏              | ?                    | ?                    |
|             | يونسكو                             | 11 يوليو 1951        | 25 نوفمبر 1946       |
|             | منظمة حظر الأسلحة الكيميائية       | 29 أبريل 1997        | ?                    |
|             | الأمم المتحدة                      | 18 سبتمبر 1973       | 15 نوفمبر 1945       |
|             | الاتحاد الدولي للاتصالات           | 1866                 | 13 أغسطس 1920        |
|             | منظمة الشرطة الجنائية الدولية      | ?                    | ?                    |
|             | البنك الدولي للإنشاء والتعمير      | 14 أغسطس 1952        | 30 ديسمبر 1946       |
|             | الاتحاد البريدي العالمي            | 1 يوليو 1875         | ?                    |
|             | منظمة التجارة العالمية             | ?                    | ?                    |
|             | المنظمة الهيدروغرافية الدولية      | ?                    | ?                    |
|             | وكالة ضمان الاستثمار متعدد الأطراف | 12 أبريل 1988        | 9 مايو 1994          |

## وصلات خارجية
- موقع وزارة الخارجية الألمانية
- موقع وزارة الخارجية الفنزويلية